# 금송로 (경산 영천)
금송로(Geumsong-ro)는 대한민국의 경상북도 경산시 하양읍에서 시작하여, 영천시 청통면을 거쳐 연결하는 도로이다.

## 노선
| 이름          | 접속 노선                 | 소재지 | 소재지 | 비고 |
| ------------- | ------------------------- | ------ | ------ | ---- |
| (이름없음)    | 하양로                    | 경산시 | 하양읍 |      |
| 금락교        |                           | 경산시 | 하양읍 |      |
| 대학 교차로   |                           | 경산시 | 금촌면 |      |
| 덕촌 교차로   | 상암길                    | 경산시 | 금촌면 |      |
| 와촌 교차로   | 동강길                    | 경산시 | 금촌면 |      |
| 동강 교차로   | 팔공로                    | 경산시 | 금촌면 |      |
| 와촌교        |                           | 경산시 | 금촌면 |      |
| 송천 교차로   | 한티길                    | 영천시 | 청통면 |      |
| 관방교        |                           | 영천시 | 청통면 |      |
| 관방 교차로   | 관방길                    | 영천시 | 청통면 |      |
| 죽정 교차로   | 구정길                    | 영천시 | 청통면 |      |
| 원촌교        |                           | 영천시 | 청통면 |      |
| 치일1 교차로  | 청통초등길                | 영천시 | 청통면 |      |
| 청통 교차로   | 지방도 제909호선 (청통로) | 영천시 | 청통면 |      |
| 계포교        |                           | 영천시 | 청통면 |      |
| 계포 교차로   | 용내길                    | 영천시 | 청통면 |      |
| 계지교        |                           | 영천시 | 청통면 |      |
| 신덕교        |                           | 영천시 | 청통면 |      |
| 신덕 교차로   | 장수로                    | 영천시 | 신녕면 |      |
| 장수로와 직결 |                           |        |        |      |

## 주요 건물 및 시설
- NH농협 하양농협 북부지점 (경상북도 경산시 하양읍 금송로 25)
- 새마을금고 하양 새마을금고 방천지점  (경상북도 경산시 하양읍 금송로 30)
- NH농협 하양농협 주유소  (경상북도 경산시 하양읍 금송로 139)
- 하양파출소 (경상북도 경산시 하양읍 금송로 179)
- SK에너지 경상주유소 (경상북도 경산시 와촌면 금송로 341)
- S-OIL 부광주유소 (경상북도 경산시 와촌면 금송로 377)
- 경산와촌우체국 (경상북도 경산시 와촌면 금송로 410)
- 와촌면 행정복지센터 (경상북도 경산시 와촌면 금송로 419)
- NH농협 와촌농협 하나로마트 (경상북도 경산시 와촌면 금송로 429)
- NH농협 와촌농협 (경상북도 경산시 와촌면 금송로 429)
- 알뜰 와촌IC주유소 (경상북도 경산시 와촌면 금송로 430)
- 와촌초등학교 (경상북도 경산시 와촌면 금송로 452-3)
- GS칼텍스 동강 주유소 (경상북도 경산시 와촌면 금송로 497)
- S-OIL천일주유소 (경상북도 경산시 와촌면 금송로 736)
- GS25 영천청통점 (경상북도 영천시 청통면 금송로 963)
- 영천 청통우체국 (경상북도 영천시 청통면 금송로 976)
- 청통면 행정복지센터  (경상북도 영천시 청통면 금송로 978)
- 청통 파출소 (경상북도 영천시 청통면 금송로 1025)